# Claim (reklama)
Claim je v marketingu slogan (motto, heslo), které se pojí s produktem a obecně řečeno tvoří jeho image. Claim je krátký, pokud možno nápaditý, měl by být i dobře zapamatovatelný, aby u konzumentů vytvořil spojení, které po vyslovení claimu vyústí ve vybavení si produktu. V marketingové komunikaci existují osvědčená pravidla o tom, kde a jak se může nebo má claim objevit, například:
- v psané formě a v audiovizuálních dílech vždy za produktem,
- v reklamách v rádiu na konci.

Jako příklad vydařeného claimu a jeho komunikace, můžeme zmínit např. výrobek „Vanish – skvrn a špíny se zbavíš“ jako velmi dobrý příklad nápaditého, snadno zapamatovatelného
a atraktivního claimu, který popisuje účinek produktu.